# Annotation (Java)
Als Annotation wird im Zusammenhang mit der Programmiersprache Java ein Sprachelement bezeichnet, das die Einbindung von Metadaten in den Quelltext erlaubt. Dieses Element wurde im JSR 175 festgelegt und mit der Version Java 5.0 eingeführt.
Annotationen beginnen mit einem @-Zeichen. Daran schließt sich ihr Name an. Optional kann eine kommagetrennte Parameterliste folgen, die in runden Klammern eingefasst wird. Beispielsweise markiert die Annotation im folgenden Quelltextausschnitt die Klasse A als überholt (deprecated):
```
@Deprecated

public
 
class
 
A
 
{}

```

Ein Annotation Processor ist ein Compiler-Plugin, das Annotationen beim Kompilieren auswerten kann, um damit Warnungen und Fehlermeldungen zu unterdrücken oder auszulösen oder weiteren Quellcode oder andere Dateien zu generieren. Mit Annotationen versehenen Code kann er jedoch nicht ändern. Annotationen, bei denen das vorgesehen ist, können auch zur Laufzeit mittels Reflection ausgewertet werden.
Eingesetzt werden Annotationen unter anderem im Jakarta-EE-Umfeld, um Klassen um Informationen zu erweitern, die vor Java 5 in separaten Dateien hinterlegt werden mussten. Prominente Beispiele sind Home- und Local-Interfaces sowie Deployment-Deskriptoren.
Eine Vorgängertechnik zur Einbettung von Metadaten in Java-Quelltexten ist die Verwendung spezieller Javadoc-Kommentare. Diese wurden mit Hilfe sogenannter Doclets ausgewertet. Ein vielfach eingesetztes Werkzeug für diese Methode ist XDoclet. Diese Technik kann auch nach Einführung der Annotationen weiterhin verwendet werden.

## Vordefinierte Annotationstypen
In Java SE 5.0 stehen sieben vordefinierte Annotationstypen zur Verfügung, die in den Paketen (Package) java.lang oder java.lang.annotation liegen. Sie werden alle (im Gegensatz zu den meisten Annotationen) vom Compiler ausgewertet. Weitere können von Programmierern erstellt werden.
| Annotation                                                                                      | Beschreibung |
| ----------------------------------------------------------------------------------------------- | --- |
| Im Paket java.lang befinden sich Annotationen.                                                  | |
| @Deprecated                                                                                     | Hiermit können Klassen, Attribute oder Methoden gekennzeichnet werden, die nicht mehr verwendet werden sollen. Der Compiler gibt dann eine Warnung aus, wenn ein so gekennzeichnetes Element verwendet wird. Es empfiehlt sich zusätzlich, einen Javadoc-Kommentar anzubringen, der aufzeigt, wie das entsprechende Element ersetzt werden soll. Das folgende Beispiel zeigt dies: /** * @deprecated Die Klasse A wurde mit Version 10.3 durch die Klasse ANeu ersetzt. */ @Deprecated public class A {} |
| @Override                                                                                       | Mit diesem Typ kann eine Methode gekennzeichnet werden, die die Methode ihrer Oberklasse überschreibt. Der Compiler stellt dann sicher, dass die Oberklasse diese Methode enthält und gibt einen Fehler aus, wenn dies nicht der Fall ist. Beispiel: public class A { public void eineMethode() {} } public class B extends A { @Override public void eineMethode() {} } |
| @SuppressWarnings                                                                               | Bei der Verwendung dieses Annotationstyps unterdrückt der Compiler bestimmte Warnungen. Der Annotation wird dazu ein Array mit Strings übergeben, die die zu unterdrückenden Warnungen enthalten. Im folgenden Beispiel wird der Compiler angewiesen, die deprecated-Warnung für die Klasse EineDeprecatedKlasse zu unterdrücken: public class A { @SuppressWarnings({"deprecation"}) public void eineMethode() { EineDeprecatedKlasse b = new EineDeprecatedKlasse(); } |
| @SafeVarargs                                                                                    | Mit dieser Annotation wird versichert, dass die Varargs-Parameter mit Generics nicht zur Laufzeit mit einem unpassenden Generics-Typ ersetzt werden. Beim Aufruf der Methode bzw. des Konstruktors wird dann keine Warnung angezeigt. Die Annotation wurde mit Java 7 eingeführt. Bis Java 6 konnte man beim Aufruf mit einer @SuppressWarnings-Annotation das Vertrauen in den aufgerufenen Code dokumentieren, ab Java 7 kann die Methode sich selbst als vertrauenswürdig deklarieren. |
| Im Paket java.lang.annotation – diese werden nur für die Definition von Annotationen gebraucht. | |
| @Documented                                                                                     | Dieser Annotationstyp wird als Meta-Annotation verwendet: Eine Annotation dieses Typs legt für einen neu erstellten Annotationstyp fest, dass er von Javadoc bei der Erzeugung der Dokumentation berücksichtigt wird. |
| @Inherited                                                                                      | Dieser Annotationstyp wird bei der Programmierung einer Annotation angewandt. Damit kann festgelegt werden, dass diese zusammen mit einer Klasse vererbt wird. Wird diese Annotation dann beispielsweise bei einer bestimmten Klasse angewendet, so gilt diese auch für alle Klassen, die von dieser erben. |
| @Retention                                                                                      | Dieser Typ wird bei der Programmierung einer Annotation angewandt. Sie gibt an, wann auf sie selbst zugegriffen werden kann. Es gibt drei mögliche Werte für eine Annotation dieses Typs, die in der Enumeration java.lang.annotation.RetentionPolicy aufgeführt sind: CLASSDie Annotation wird mit der Klasse kompiliert und ist damit in der .class-Datei vorhanden. Allerdings kann sie nicht während der Laufzeit einer Anwendung ausgelesen werden. Dies ist der Standardwert. RUNTIMEDie Annotation kann während der Laufzeit einer Anwendung mittels des Reflection-Mechanismus ausgelesen werden. SOURCEDie Annotation wird vor dem Kompilieren aus dem Quelltext entfernt. Entsprechend steht sie zur Laufzeit eines Programms nicht zur Verfügung. |
| @Target                                                                                         | Dieser Annotationstyp wird bei der Programmierung einer Annotation angewandt. Damit wird festgelegt, auf welche Elemente eines Programms sie angewendet werden darf. Die möglichen Werte für eine Annotation dieses Typs sind in der Enumeration java.lang.annotation.ElementType aufgeführt. TYPEDie Annotation kann nur auf Klassen, Interfaces oder Enumerations angewandt werden. FIELDDie Annotation kann nur auf Felder angewandt werden. METHODDie Annotation kann nur auf Methoden angewandt werden. Konstruktoren sind dabei ausgeschlossen. PARAMETERDie Annotation kann nur auf Parameter von Methoden und Konstruktoren angewandt werden. CONSTRUCTORDie Annotation kann nur auf Konstruktoren angewandt werden. LOCAL_VARIABLEDie Annotation kann nur auf lokale Variablen angewandt werden. ANNOTATION_TYPEDie Annotation kann nur auf Annotationen angewandt werden. PACKAGEDie Annotation kann nur auf Paketen angewandt werden. |

## Definition eigener Annotationen
Annotationen sind spezielle Schnittstellen; ihre Namen werden daher konventionsgemäß mit großem Anfangsbuchstaben geschrieben. In ihrer Vereinbarung steht vor interface das Zeichen @. Sie erweitern implizit die Schnittstelle java.lang.annotation.Annotation. Sie dürfen keine andere Schnittstellen erweitern (d. h. extends ist verboten) und sind nicht generisch. Ihre Methoden sind parameterlos und nicht-generisch. Als Ergebnistypen (return type) sind nur folgende Typen erlaubt:
- primitive Typen
- Aufzählungstypen (enum)
- Annotationstypen
- String
- Class
- Felder (arrays) aus diesen Typen

Sie werfen auch keine Ausnahmen und dürfen keine Rekursion verwenden.
Viele Annotationen enthalten keine Methoden. Ein Beispiel wäre:
```
@interface
 
Vorlaeufig
 
{
 
}

```

Andere Annotationen enthalten (wie für Schnittstellen üblich) Methoden, allerdings nur mit den oben aufgeführten Ergebnistypen. Wenn eine Annotation nur eine Methode enthält, ist ihr Name konventionsgemäß value:
```
@interface
 
Test
 
{

	
boolean
 
value
();
 
// true solange nicht freigegeben

}

```

oder
```
@interface
 
Autoren
 
{

	
String
[]
 
value
();
 
// Namen der Autoren

}

```

oder
```
@interface
 
Kunden
 
{

	
Person
[]
 
value
();

}

```

wobei Person als Aufzählungstyp (enum) oder Annotation definiert werden muss, z. B.:
```
@interface
 
Person
 
{

	
String
 
name
();

	
int
 
alter
();

}

```

Bei der Vereinbarung von Annotationen werden häufig die Standard-Annotationen aus dem Paket java.lang.annotation verwendet. Insbesondere soll mit @Retention angegeben werden, wie lange die Annotation aufbewahrt werden soll: nur im Quelltext (SOURCE), in der gespeicherten class-Datei (CLASS) oder auch in der geladenen Klasse (RUNTIME). @Target beschreibt, für welche Programmelemente die Annotation verwendet werden darf. Beispielsweise sind alle Annotationsvereinbarungen im Paket java.lang.annotation mit den Annotationen
```
@Documented

@Retention
(
value
=
RUNTIME
)

@Target
(
value
=
ANNOTATION_TYPE
)

```

versehen. Hierdurch werden sie alle von javadoc ausgewertet, im Bytecode mit geladen und können so zur Laufzeit ausgewertet werden; außerdem dürfen sie nur für Annotationstypen verwendet werden.

## Verwendung eigener Annotationen
Eine Annotation ohne Methoden, wie @Vorlaeufig, kann z. B. einer Klasse vorangestellt werden:
```
@Vorlaeufig

class
 
Klasse
 
{

	
void
 
methode
();

}

```

Einer Annotation mit nur einer Methode mit dem Namen value muss in Klammern ein konstanter Wert vom Ergebnistyp dieser Methode mit angegeben werden:
```
@Test
(
true
)

public
 
void
 
methode
()
 
{
 
...
 
}

```

Wenn der Ergebnistyp ein Array ist, soll ein Arrayliteral verwendet werden:
```
@Autoren
({
"Solymosi"
,
 
"Grude"
})

String
 
buch
 
=
 
"Algorithmen und Datenstrukturen mit Java"

```

Wenn das Array keine Elemente enthält, muss ({}) mit angegeben werden. Wenn das Array jedoch nur ein Element enthält, können die geschweiften Klammern weggelassen werden:
```
@Autoren
(
"Solymosi"
)

String
 
anderesBuch
 
=
 
"Programmieren in Scala"

```

Einer Annotation mit mehreren Methoden muss jeder ihrer Methoden in Klammern ein konstanter Wert zugewiesen werden:
```
@Person
(
name
 
=
 
"Andreas Solymosi"
,
 
alter
 
=
 
56
)

Konto
 
konto
 
=
 
new
 
Konto
();

```

Die Möglichkeit, den Wert mit dem Namen anzugeben, besteht auch für Annotationen mit einer Methode (ist allerdings überflüssig, dient höchstens der Lesbarkeit):
```
@Test
(
value
 
=
 
true
)

```

Eine komplexe (geschachtelte) Annotation muss geschachtelt angewendet werden:
```
@Kunden
(
@Person
(
name
 
=
 
"Andreas Solymosi"
,
 
alter
 
=
 
56
))

class
 
Unternehmen
 
{
 
…
 
}

```

In der Vereinbarung der Annotation können für die Methoden Standardwerte definiert werden; dann kann der entsprechende Wert bei der Verwendung weggelassen werden. Da Annotationen Schnittstellen sind, können sie selber mit Annotationen markiert werden:
```
@Autoren
(
"Solymosi"
)

public
 
@interface
 
Test
 
{

	
boolean
 
wert
()
 
default
 
false
;
 
// muss nicht unbedingt wert heißen

}

```

## Auswertung von Annotationen
Wenn die Annotationen mit dem Bytecode der Klasse geladen werden, können sie mit Hilfe von Reflexion ausgewertet werden. Beispielsweise kann man feststellen, ob eine Annotation angegeben wurde oder nicht:

boolean istVorlaeufig = Klasse.class.isAnnotationPresent(Vorlaeufig.class);

Wenn man festgestellt hat, dass die Annotation vorhanden ist, dann kann man auch ihren Wert lesen, z. B. ob die Methode noch im Testzustand ist oder nicht:

Test test = Klasse.class.getMethod("methode", new Class[]{}).getAnnotation(Test.class).value();

Wenn hierbei die Annotation nicht vorhanden ist, wird von getAnnotation() die Ausnahme NullPointerException ausgelöst.
Aus einer komplexen Annotation müssen ihre Elemente einzeln selektiert werden:

Person kunden = Unternehmen.class.getAnnotation(Kunden.class).value()[0];

## Annotation von Paketen
Die Java Language Specification erlaubt auch die Annotation von Paketen, beispielsweise um Dokumentation zu einem Paket bereitzustellen. Pro Paket darf maximal eine package-Deklaration mit Annotationen versehen sein. Falls ein Paket Annotationen erhalten soll, empfiehlt die Java Language Specification, eine gesonderte Datei namens package-info.java im Verzeichnis dieses Pakets anzulegen. Diese Datei beinhaltet dann die package-Deklaration mit den Annotationen.